# El cielo es real (libro)
El cielo es real (título en inglés: Heaven is for Real: A Little Boy's Astounding Story of His Trip to Heaven and Back) es un libro que relata la experiencia cercana a la muerte de un niño, en su viaje de ida y vuelta al cielo, escrito por Todd Burpo (el padre)  y Lynn Vincent. En 2010 fue superventas del New York Times. Fue publicado por Thomas Nelson.

## Resumen
El libro documenta una experiencia cercana a la muerte de Colton, el hijo de Burpo, que por entonces contaba 4 años de edad. En abril de 2012 se habían vendido un millón de libros electrónicos.
Todd Burpo, pastor cristiano, afirma que durante los meses después de la cirugía de emergencia de su hijo Colton, el 5 de marzo de 2003, éste comenzó a describir acontecimientos, lugares y personas que era imposible que conociera. Los ejemplos incluyen a una hermana nunca conocida, que había muerto en un aborto espontáneo en 1998, de la que nadie le había hablado; y su bisabuelo, que murió 24 años antes de que Colton naciera el 19 de mayo de 1999. Colton también relata experiencias extrabíblicas como sentarse personalmente en el regazo de Jesús de Nazaret, mientras los ángeles cantaban junto a él.
Tres semanas después de su lanzamiento en noviembre de 2010, el libro debutó en el número 3 en la lista de superventas del New York Times. En enero de 2011 había vendido 200.000 ejemplares impresos, y el libro alcanzó el puesto número 1 en el New York Times.

## Película
Desde el libro fue rodada una película, que salió a las pantallas en 2014. El título es el mismo que el libro: Heaven Is for Real.
La película fue protagonizada por Greg Kinnear y coprotagonizada por Kelly Reilly, como la esposa de Todd Burpo.